# Julia Ritter
Julia Ritter (Lünen, Alemania, 13 de mayo de 1998) es una atleta alemana especializada en la prueba de lanzamiento de peso, en la que consiguió ser campeona mundial juvenil en 2015.

## Carrera deportiva
En el Campeonato Mundial Juvenil de Atletismo de 2015 ganó la medalla de oro en el lanzamiento de peso, llegando hasta los 18.53 metros, por delante de la estadounidense Sophia Rivera (plata con 18.43 metros) y la montenegrina Kristina Rakocevic.